# 통로 차단제

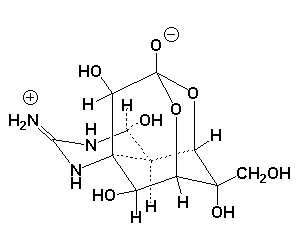
통로 차단제의 예인 테트로도톡신

통로 차단제(通路遮斷劑, 영어: channel blocker)는 세포에서 생리학적 반응을 생성하기 위해 이온 통로가 열리는 것을 막고자 특정 분자가 사용되는 생물학적 메커니즘이다. 이온 통로 차단제(영어: ion channel blocker)라고도 한다. 통로 차단은 양이온, 음이온, 아미노산 및 기타 화학 물질과 같은 다양한 유형의 분자에 의해 수행된다. 이러한 차단제는 이온 통로 길항제 역할을 하여 일반적으로 통로가 열릴 때 일어나는 반응을 방지한다.

## 같이 보기
- 이온 통로
- 통로 개방제